# Khama III
Khama III Dobry (ur. około 1837, zm. 21 lutego 1923) – naczelny wódz plemienia Bamangwato od 1873.
Udał się do Londynu, gdzie wraz z wodzami Bathoenem i Sebelą złożył wizytę królowej Wiktorii. W 1884 roku doprowadził do przyjęcia protektoratu Wielkiej Brytanii, aby zabezpieczyć swoje plemię przed atakami Burów oraz Ndebele. Ziemie Bamangwato stały się Beczuaną.
Był dziadkiem Seretse Khamy, pierwszego prezydenta Botswany.